# يو إس إس ثيودور روزفلت (سي في إن 71)
يو إس إس ثيودور روزفلت (CVN - 71): و هي حاملة طائرات أمريكية تابعة لبحرية الولايات المتحدة و مسماة على اسم الرئيس الأمريكي السادس والعشرين ثيودور روزفلت. و هي قيد الخدمة وترسو حالياً في ميناء مدينة نورفولك، فيرجينيا. و من أول مشاركاتها كانت خلال عملية عاصفة الصحراء في عام 1991.
خلال جائحة فيروس كورونا العالمية، أُعلن عن إصابة 93 من طاقم الحاملة بالفيروس، وطلب قائد الحاملة من وزارة الدفاع مساعدة طارئة للتعامل مع الوضع. أمرت القيادة العسكرية الأمريكية بإخلاء السفينة مع إبقاء طاقم صغير فيها لصيانة المفاعل النووي ومعدات مكافحة الحريق ومطبخ السفينة.

## المشاركة بالحروب
- شاركت حاملة الطائرات ثيودور روزفلت في حرب الخليج الثانية وكان ذلك عندما وصلت إلى مياه الخليج العربي بتاريخ 16 كانون الثاني سنة 1991. [4]
- شاركت بالحرب على الإرهاب حيث أَُرْسِّلَت إلى العديد من مواقع العالم.